# Харагпур
Харагпур — город в Индии.
Находится на северо-востоке страны. Расположен на р. Касан, в штате Западная Бенгалия. Занимает площадь 3000 км². По состоянию на 2011 год насчитывал 293 719 жителей. Является важным транспортным узлом. Через Харагпур прошла железная дорога в декабре 1898 года Харагпур был выбран в качестве места для первого кампуса Индийского института технологии.
Климат тропический, влажный, муссонный. Уровень осадков — 1400—1800 мм в год. Период дождей длится с июня по октябрь, сухие прохладные месяцы — ноябрь — февраль, сухие жаркие — март — май.

## Организации
- Индийский технологический институт